# Flexágono

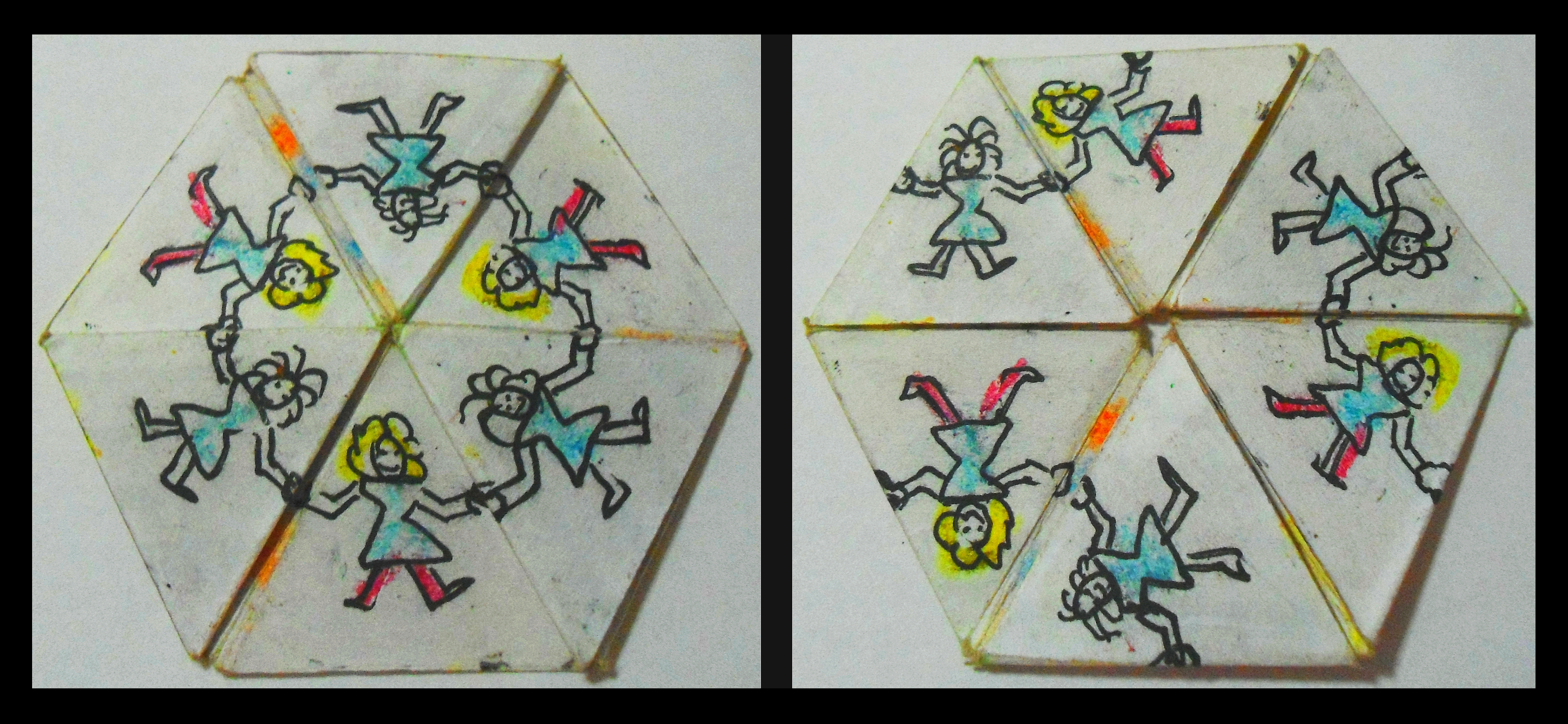
Hexaflexágono mostrando sus dos caras principales

Un flexágono es un objeto plano con forma de polígono (cuadrado, rectángulo o hexágono) creado mediante el plegado de una hoja de papel (u otro material lo suficientemente flexible y delgado), cuya principal característica reside en que, mediante su correcta flexión, permite mostrar más caras que las dos únicas que en un principio posee un polígono plano. Esto ha hecho que los flexágonos se hayan convertido desde su creación en un divertido pasatiempo, aunque también han sido estudiados en el ámbito de la geometría. En concreto, el estudio de sus propiedades es llevado a cabo por la topología, rama de la matemática que se encarga de estudiar las propiedades de las superficies.
Descubiertos por Arthur Stone en 1939, los flexágonos pertenecen al grupo de cuerpos geométricos denominados caleidociclos y su nombre proviene de las palabras flexible y hexágono, ya que el primero de ellos tenía seis lados, aunque posteriormente se han creado modelos de cuatro lados, cuadrados o rectangulares. Además, Harold V. McIntosh describe dos tipos de flexágonos no-planos formados a partir de pentágonos y de heptágonos, a los que llama, respectivamente, pentaflexágonos y heptaflexágonos.
En la teoría del hexaflexágono (es decir, en relación con los flexágonos con seis lados), los flexágonos se definen generalmente en términos de porciones.
Dos flexágonos son equivalentes si uno puede transformarse en el otro mediante una serie de pellizcos y rotaciones. La equivalencia entre flexágonos es un relación de equivalencia.

## Historia
Los flexágonos fueron descubiertos en 1939, cuando tenía 23 años de edad, por Arthur Stone, un estudiante inglés de la carrera de matemáticas becado en la Universidad de Princeton (Estados Unidos). El descubrimiento fue accidental: un día, tras recortar unas hojas de papel para que se ajustaran a su carpeta traída de Inglaterra, Stone comenzó a plegar distraídamente las tiras sobrantes de diversas formas y logró así una interesante figura plana en forma de hexágono regular que tenía una curiosa característica, ya que al unir tres de sus esquinas alternas, se podía volver a abrir, de manera similar a una flor, pero mostrando una nueva cara que antes no era visible y ocultando una de las que sí lo eran.
Este primer flexágono, que en la nomenclatura actual se denomina trihexaflexágono, constaba tan solo de tres caras, dos visibles y una oculta, pero el mismo Stone consiguió construir al día siguiente un nuevo tipo de flexágono, esta vez con seis caras, dos visibles y cuatro ocultas, es decir, un hexahexaflexágono. Plenamente convencido de que tenía algo interesante entre manos, los mostró a algunos de sus compañeros y amigos y en poco tiempo, los ya bautizados como "flexágonos", se convirtieron en el pasatiempo más popular entre ellos, creando en compañía de sus compañeros, y posteriormente afamados científicos, el matemático Bryant Tuckerman, el físico Richard P. Feynman y el estadístico John W. Tukey, el Princeton Flexagon Committee ("Comité de Flexágonos de Princeton"). El primero de ellos desarrollaría un método topológico, denominado "Tuckerman traverse", para descubrir todas las caras de un flexágono.
Los flexágonos fueron dados a conocer al gran público desde mediados de los años 50 gracias a la labor del matemático y divulgador científico Martin Gardner, con la publicación de sus artículos de pasatiempos matemáticos en la revista Scientific American. Precisamente la primera de estas columnas suyas, publicada en 1956, se llamaba Flexágonos. Posteriormente publicaría el libro Hexaflexágonos y otros pasatiempos matemáticos.

## Nomenclatura
La palabra flexágono proviene de los términos flexible y hexágono, ya que los primeros modelos creados por Stone tenían seis lados. Actualmente, para denominarlos se utilizan dos prefijos seguidos de la terminación -flexágono; los tres términos se separan a veces mediante un guion. El primer prefijo indica el número de caras, mientras que el segundo depende de los autores: para unos indica el número de lados del flexágono mientras que para otros indica el número de polígonos que forma cada cara. Así por ejemplo, el tetraoctaflexágono no tiene ocho lados, sino solamente cuatro, pero es denominado así porque está formado por ocho triángulos. Pero para todos los autores el flexágono original creado por Stone es un tri-hexa-flexágono (tres caras, seis lados), mientras que el segundo modelo es un hexa-hexa-flexágono (seis caras, seis lados).
Los modelos de cuatro lados, al no tener forma de hexágonos, no deberían llamarse, en sentido estricto, ni "tetraflexágonos" ni "flexágonos cuadrados", sino, por ejemplo, "caleidociclos cuadrados", aunque en la práctica sí se emplean esos términos.

## Tipos
Tetraflexágonos
Los tetraflexágonos son flexágonos de cuatro lados, con cuatro o seis cuadrados, o rectángulos, en cada cara. Se flexan cerrándolos y abriéndolos por la cara opuesta como si fueran un libro. Ejemplos:
- Tritetraflexágono. Tres caras.
- Tetratetraflexágono. Cuatro caras.
- Hexatetraflexágono. Seis caras.

Octaflexágonos
Los octaflexágonos son un tipo particular de tetraflexágonos. Cada uno de los cuatro cuadrados que forman cada cara está a su vez dividido en dos triángulos rectángulos isósceles; por lo tanto, al haber ocho polígonos alrededor del centro de cada cara, se utiliza el prefijo octo-. Esta división en triángulos hace que, a pesar de ser cuadrados, su flexado sea como el de los hexaflexágonos, mediante la unión de puntas alternas, pudiendo ser de tres tipos diferentes. Esto hace que durante su manipulación aparezcan figuras con diferentes formas. Ejemplos:
- Tetraoctaflexágono. Cuatro caras.
- Octaoctaflexágono. Ocho caras.

Hexaflexágonos
Los hexaflexágonos son flexágonos de seis lados. Es la familia de flexágonos con más tipos:
- Trihexaflexágono. Tres caras.
- Tetrahexaflexágono. Cuatro caras.
- Pentahexaflexágono. Cinco caras.
- Hexahexaflexágono. Seis caras. Existen tres modelos diferentes.
- Heptahexaflexágono. Siete caras. Existen cuatro modelos diferentes.
- Octahexaflexágono. Doce caras. Existen doce modelos diferentes.
- Eneahexaflexágono. Nueve caras. Existen 27 modelos diferentes.
- Decahexaflexágono. Diez caras. Existen 82 modelos diferentes.
- Dodecahexaflexágono. Doce caras. Es un tipo especial de hexahexaflexágono creado utilizando una cinta doble de papel. Siguiendo este método, Tuckerman llegó a hacer un modelo de 48 caras.

Dodecaflexágono
El dodecaflexágono, descrito por Ann Schwartz, es un tipo especial de hexaflexágono, de igual manera que el octaflexágono lo es respecto del tetraflexágono. En este caso, cada uno de los triángulos equiláteros que lo forman está subdividido a su vez en dos triángulos rectángulos, lo que produce caras en las que se pueden combinar triángulos de varias caras distintas y además durante su manipulado se forman figuras no hexagonales.